# LEGO Mindstorms NXT 2.0
|  | Sammenskrivningsforslag Artiklen LEGO Mindstorms NXT 2.0 er foreslået føjet ind i LEGO Mindstorms. (Siden august 2018) Diskutér forslaget |

LEGO Mindstorms NXT 2.0 er et byggesæt hvor man kan lave robotter. når man har lavet den, programmere man den på en computer, sender programmringen til robotten via enten Bluetooth eller overførelseskabel, så den kører det du har programmeret

Mindstorms NXT 2.0 teknologien indeholder:
NXT klodsen "den intelligente klods" der har: en 32 bit microprocesser, Matrixdisplay, højtaler, USB og Bluetooth, 4 indgangsporte og 3 udgangsport e
3 Interaktive seveomotorer
1 Ultrasonic sensor
2 Tryk Sensorer, 
1 Color Sensor 
en masse LEGO elementer til at bygge robotten/robotterne
en bygge vejledning til de 4 robotter man kan lave med NXT 2.0 
et program til at programmere, med udfordringer og brugsanvisner til programmerne

NXT bliver også brugt til FLL (First Lego Legue) til at gemmenføre missioner.
Man kan også købe lydsenor og remote sensor